# 디스코드
디스코드(영어: Discord, 약칭: 디코)는 인스턴트 메시징 및 VoIP 소셜 플랫폼으로, 음성 통화, 영상 통화, 문자 메시지, 미디어를 통한 통신을 지원한다. 통신은 비공개로 이루어지거나 "서버"라고 불리는 가상 커뮤니티에서 이루어질 수 있다. 서버는 초대 링크를 통해 접속할 수 있는 영구적인 채팅방 및 음성 채널의 모음이다. 디스코드는 Windows, macOS, Android, iOS, iPadOS, 리눅스 및 웹 브라우저에서 실행된다.
2024년 기준 디스코드는 월간 활성 사용자 약 1억 5천만 명과 주간 활성 서버 1,900만 개를 보유하고 있다. 주로 게이머들이 사용하지만, 다른 주제에 관심 있는 사용자들의 비중이 증가하고 있다. March 2024년 기준 디스코드는 전 세계에서 30번째로 가장 많이 방문하는 웹사이트이며, 트래픽의 22.98%가 미국에서 발생한다. 2022년 3월, 디스코드는 전 세계적으로 600명의 직원을 고용하고 있었다.

## 역사
디스코드의 개념은 모바일 게임을 위한 소셜 게임 플랫폼인 오픈페인트를 창업한 제이슨 시트런과 또 다른 소셜 게임 플랫폼인 길드워크를 창업한 스태니슬라브 비시네프스키(Stanislav Vishnevskiy)에게서 나왔다. 시트런은 2011년 오픈페인트를 GREE에 US$104 백만 달러에 매각했으며, 이 자금으로 2012년 게임 개발 스튜디오인 Hammer & Chisel을 설립했다. 그들의 첫 번째 제품은 2014년에 출시된 Fates Forever로, 시트런은 이를 모바일 플랫폼 최초의 멀티플레이어 온라인 배틀 아레나(MOBA) 게임이 될 것으로 예상했지만, 상업적으로 성공하지 못했다.
시트런에 따르면, 개발 과정에서 그는 자신의 팀이 파이널 판타지 XIV나 리그 오브 레전드 같은 게임에서 사용 가능한 음성 인터넷 프로토콜(VoIP) 소프트웨어를 사용해 전술을 짜는 것이 얼마나 어려운지 알게 되었다. 이는 최소한의 성능 영향으로 사용자 친화성에 중점을 둔 채팅 서비스 개발로 이어졌다. '디스코드'라는 이름은 "멋있고 말하기와 관련이 있다"는 점, 발음하기 쉽고, 철자 기억하기 쉬우며, 상표와 웹사이트로 사용 가능하다는 이유로 선택되었다. 또한, 그들이 해결하고자 했던 문제는 "게임 커뮤니티 내의 불화(Discord)"였다.
디스코드를 개발하기 위해 Hammer & Chisel은 Hammer & Chisel의 시작에 자금을 지원했던 YouWeb의 9+ 비즈니스 인큐베이터와 벤치마크 캐피털, 텐센트로부터 추가 자금을 확보했다.
디스코드는 2015년 5월 discordapp.com 도메인 네임으로 공개 출시되었다. 시트런에 따르면, 그들은 특정 대상을 목표로 삼는 특별한 움직임을 보이지 않았지만, 일부 게임 관련 서브레딧은 빠르게 IRC 링크를 디스코드 링크로 대체하기 시작했다. 디스코드는 E스포츠 및 LAN 토너먼트 게이머들 사이에서 널리 사용되었다. 이 회사는 트위치 스트리머 및 디아블로 및 월드 오브 워크래프트 서브레딧 커뮤니티와의 관계를 통해 이점을 얻었다.
2016년 1월, 디스코드는 워너미디어(당시 타임워너)의 투자를 포함하여 2천만 달러의 추가 자금을 유치했다. 워너미디어는 2018년 AT&T에 인수되었고, 워너미디어 투자 그룹은 2019년 폐쇄되면서 지분을 매각했다.
마이크로소프트는 2018년 4월에 Xbox Live 사용자들에게 디스코드 지원을 제공하여, 디스코드와 Xbox Live 계정을 연결하고 디스코드를 통해 Xbox Live 친구 목록과 연결할 수 있게 할 것이라고 발표했다.
2018년 12월, 회사는 20억 달러의 가치로 1억 5천만 달러의 자금을 유치했다고 발표했다. 이번 투자 라운드는 그리녹스 캐피털(Greenoaks Capital)이 주도했으며 퍼스트마크(Firstmark), 텐센트(Tencent), IVP, 인덱스 벤처스 및 테크놀로지 오퍼튜니티 파트너스(Technology Opportunity Partners)가 참여했다.
2020년 6월부터 디스코드는 비디오 게임에만 집중하는 것이 아니라 모든 기능을 위한 다목적 통신 및 채팅 클라이언트로 초점을 전환한다고 발표하며, 새로운 슬로건 "당신이 이야기하는 곳"(Your place to talk)과 개편된 웹사이트를 공개했다. 다른 계획된 변경 사항으로는 클라이언트 내에서 사용되는 게임 관련 내부 농담 수를 줄이고, 사용자 온보딩 경험을 개선하며, 서버 용량 및 안정성을 높이는 것이었다. 회사는 이러한 변경 사항을 돕기 위해 1억 달러의 추가 투자를 받았다고 발표했다.
2021년 3월, 디스코드는 재무 책임자로 전 핀터레스트 재무 책임자였던 토마시 마르친코프스키(Tomasz Marcinkowski)를 고용했다고 발표했다. 내부 소식통은 이를 회사의 잠재적 상장을 향한 첫 단계 중 하나라고 언급했지만, 공동 창업자이자 최고경영자인 제이슨 시트런은 이달 초 회사를 공개할 생각이 없다고 밝힌 바 있다. 디스코드는 2020년에 월간 사용자 기반을 약 1억 4천만 명으로 두 배 늘렸다. 같은 달, 블룸버그 뉴스와 월스트리트 저널은 여러 회사들이 디스코드를 인수하려고 하고 있으며, 마이크로소프트가 100억 달러로 추정되는 가치로 가장 유력한 구매자로 지목되었다고 보도했다. 그러나 이들은 마이크로소프트와의 협상을 중단하고 독립을 유지하기로 결정했다. 대신 디스코드는 2021년 4월에 또 다른 투자 라운드를 시작했다. 회사에 투자한 기업 중에는 소니 인터랙티브 엔터테인먼트가 있었는데, 이 회사는 2022년까지 디스코드 서비스의 일부를 플레이스테이션 네트워크에 통합할 계획이라고 밝혔다.

디스코드의 옛 워드마크 (2015–2021)

2021년 5월, 디스코드는 6주년을 기념하여 게임 컨트롤러 모양의 로고 "클라이드(Clyde)"를 리브랜딩했다. 또한, 브랜드와 사용자 인터페이스의 색상 팔레트를 훨씬 더 채도가 높게 변경하여 "대담하고 장난기 있게" 만들었다. 슬로건도 "당신이 이야기하는 곳"(your place to talk)에서 "상상하는 곳"(imagine a place)으로 변경했는데, 이는 추가적인 태그라인과 연결하기 더 쉬울 것이라고 생각했기 때문이다. 이러한 변경 사항은 디스코드 사용자들의 반발과 비판을 받았다.
2021년 7월, 디스코드는 인터넷 콘텐츠 관리 회사인 Sentropy를 인수했다.
2021년 8월 자금 조달에 앞서 디스코드는 2020년 매출이 전년 대비 3배 증가한 $1억 3천만 달러였으며, 기업 가치는 $150억 달러로 추정된다고 보고했다. 시트런에 따르면, 이러한 가치 상승은 "널리 개방된 소셜 미디어 통신 서비스에서 더 작고 친밀한 공간"으로의 전환과 코로나19 범유행으로 인한 사용량 증가 때문이었다. 이들은 개인 정보 보호 문제로 페이스북 및 다른 플랫폼을 떠나는 사용자들을 확보했다. 시트런은 여전히 모든 주요 게임 콘솔 제조업체를 포함한 여러 잠재적 구매자들과 협상 중이라고 밝혔다. 이로 인해 회사는 2021년 9월에 추가로 $5억 달러의 투자를 확보했다.
2021년 9월, 구글은 디스코드에서 가장 인기 있는 음악 봇 두 개(그루비(Groovy)와 Rythm)의 개발자들에게 정지명령 통지서를 보냈다. 이 봇들은 총 3,600만 개의 서버에서 사용되었던 것으로 추정된다. 이 봇들은 사용자가 음성 채널에서 유튜브 광고 없이 노래를 요청하고 재생할 수 있도록 했다. 2주 후, 디스코드는 유튜브와 협력하여 "함께 보기(Watch Together)" 기능을 시험했는데, 이는 디스코드 사용자들이 함께 유튜브 비디오를 시청할 수 있도록 하는 기능이다.
시트런은 2021년 11월에 웹3 원칙을 기반으로 암호화폐 및 대체 불가능 토큰 지원이 통합된 디스코드의 목업 이미지를 게시하여 사용자들로부터 비판을 받았다. 시트런은 나중에 "저희는 현재로서는 이를 출시할 계획이 없습니다"라고 밝혔다.
프랑스 정보자유국(CNIL)은 2022년 11월에 디스코드에 일반 데이터 보호 규칙(GDPR) 위반으로 80만 유로의 벌금을 부과했다. CNIL이 발견한 위반 사항은 애플리케이션이 종료된 후에도 백그라운드에서 계속 실행되어 사용자가 음성 채팅에서 연결 해제되지 않았으며, 사용자가 6자릿수로만 구성된 암호를 생성할 수 있도록 허용한 것이었다.
2023년 초, 디스코드는 최근 역사상 가장 중대한 정보 유출 사건 중 하나인 미국 기밀문서 유출에 사용되었다. 마인크래프트 디스코드 서버에 사진으로 유포된 문서에는 러시아-우크라이나 전쟁의 상황, 동맹국 및 적대국에 대한 감시, 그리고 미국과 동맹을 맺은 국가들과의 동맹 균열이 상세히 기록되어 있었다.
2023년 8월, 디스코드는 구조조정의 일환으로 직원 4%인 40명을 해고했다. 2023년 12월 5일, 디스코드는 iOS 및 Android 기기용 모바일 앱을 개편했다. OLED 화면용 다크 모드, 음성 메시지, 새로운 아이콘 등의 기능을 추가했다.
2020년과 2024년 사이에 직원 수가 5배 증가한 후, 2024년 1월에 회사는 17% (170명)의 직원을 해고했다.
만우절인 2024년, 디스코드는 우연히 24시간 동안 가장 많이 본 유튜브 비디오 기록을 깼다. 이 기록의 원인은 디스코드 클라이언트가 앱 자체에서 발표 비디오를 반복 재생했기 때문이다. 그러나 2일 후 유튜브가 조회수 집계를 수정하면서 13억 이상의 조회수가 삭제되었고, 디스코드 전리품 상자 영상은 어떤 기록도 깨지 못했다.
2025년 4월, 시트런은 디스코드 CEO 자리에서 물러나지만 이사회에는 남을 것이며, 액티비전 블리자드의 전 임원인 후맘 사흐니니(Humam Sakhnini)가 CEO 역할을 맡을 것이라고 발표했다. 시트런은 이러한 움직임이 디스코드를 상장 회사로 만들기 위한 조치라고 설명했다.

## 기능

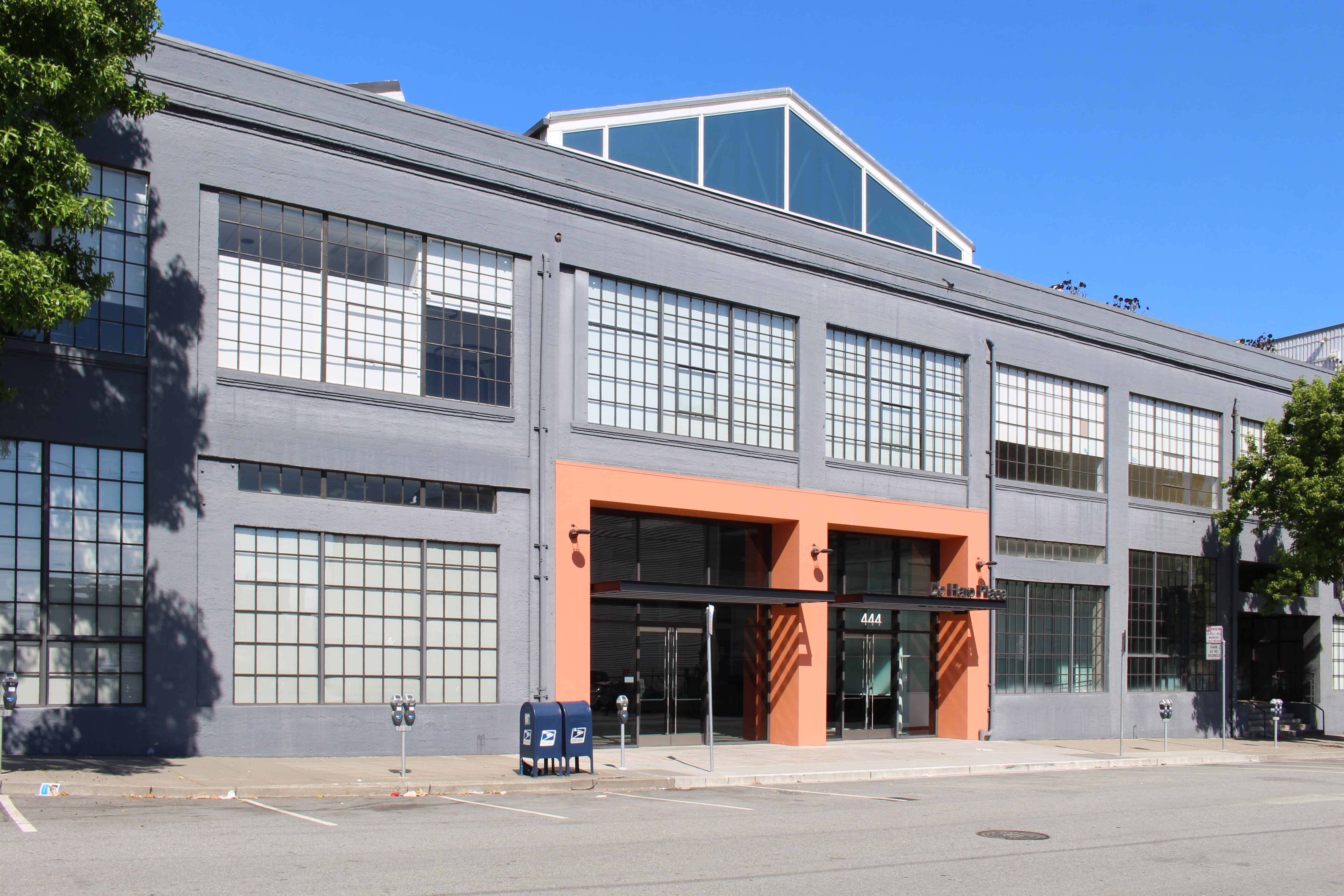
샌프란시스코의 디스코드 본사

디스코드는 커뮤니티 관리에 중점을 둔다. 음성 및 영상 통화, 영구 채팅방, 게이머 중심 서비스와의 통합, 그리고 직접 메시지 전송 및 개인 그룹 생성과 같은 일반적인 통신 도구가 제공된다.

### 서버
디스코드 커뮤니티는 채널의 개별적인 모음인 서버로 구성된다. 프런트엔드에서는 서버로 불리지만, 개발자 문서에서는 실제 서버와 구분하기 위해 "길드"라고 불린다. 사용자는 서버를 무료로 생성하고, 공개 여부를 관리하며, 음성 채널, 텍스트 채널 및 채널을 분류하는 카테고리를 만들 수 있다. 대부분의 서버는 250,000명의 회원 제한이 있지만, 서버 소유자가 디스코드에 연락하면 이 제한을 높일 수 있다.
사용자는 또한 역할을 생성하고 서버 구성원에게 할당할 수 있다. 역할은 무엇보다도 사용자가 접근할 수 있는 채널, 사용자 색상 변경, 서버의 운영팀 지정 등을 결정할 수 있다. 이전까지 가장 큰 디스코드 서버는 2021년 겨울 휴가 시즌을 위해 만들어진 디스코드 공식 제어 서버인 Snowsgiving 2021이었다. 이 서버는 100만 명의 회원을 달성했다. 2023년, Midjourney 서버는 1,500만 명 이상의 회원을 확보하여 디스코드에서 가장 큰 서버가 되었다.
2017년 10월부터 디스코드는 게임 개발자와 퍼블리셔가 자신의 서버를 인증할 수 있도록 허용한다. 인증된 서버는 소셜 미디어 사이트의 인증된 계정처럼 공식 커뮤니티임을 나타내는 배지를 갖는다. 인증된 서버는 개발자 또는 퍼블리셔 자체 운영팀이 관리한다. 인증은 나중에 2018년 2월에 E스포츠 팀과 음악 아티스트를 포함하도록 확장되었다. 2017년 말까지 약 450개의 서버가 인증되었다. 2023년 디스코드는 유지 보수 작업을 수행하는 동안 인증 프로그램을 일시 중지했다. 2024년 9월 기준 이 프로그램은 다시 열리지 않았다.

### 채널 유형
채널은 음성 채팅 및 스트리밍, 또는 인스턴트 메시징 및 파일 공유, 또는 둘 다에 사용될 수 있다.
디스코드는 2021년 5월 클럽하우스와 유사한 기능인 스테이지 채널(Stage Channels)을 출시했다. 이 기능은 라이브, 중재된 채널을 통해 오디오 토크, 토론 및 기타 용도로 사용될 수 있으며, 초대되거나 티켓을 구매한 사용자에게만 접근이 제한될 수도 있다. 초기에는 사용자들이 스테이지 디스커버리 도구를 통해 관심사에 맞는 열린 스테이지 채널을 검색할 수 있었지만, 2021년 10월에 중단되었다.
2021년 8월, 디스코드는 자동으로 사라지도록 설정할 수 있는 임시 텍스트 채널인 스레드(Threads)를 출시했다. 이는 서버 내에서 더 많은 소통을 촉진하기 위한 것이다.
더 길고 분리된 대화를 허용하는 포럼 채널은 2022년 9월에 플랫폼에 도입되었다. 이 채널은 디스코드에 인터넷 포럼 경험을 제공한다.
디스코드는 2023년 6월 미디어 채널(Media Channels)을 출시했다. 미디어 채널은 동영상 및 이미지로만 제한된다.

### 사용자 프로필
사용자는 이메일 주소로 디스코드에 등록하고 사용자 이름을 생성해야 한다. 2023년 중반까지 여러 사용자가 동일한 사용자 이름을 사용할 수 있도록 각 사용자에게는 사용자 이름 끝에 "#" 번호 기호가 붙는 "판별자"(속칭 "디스코드 태그")라는 네 자리 숫자가 할당되었다. 디스코드 니트로(Discord Nitro)를 구독한 사용자는 이 태그를 원하는 네 자리 숫자로 변경할 수 있었다. 이 시스템은 2023년 5월 핸들 기반 시스템으로 변경되어 사용자 이름에서 판별자가 제거되었다. 이 새로운 시스템은 사용자 이름 변경을 의무화했다. 사용자들은 디스코드 등록 시점, 니트로 상태, 파트너 및 인증 서버 소유 여부에 따라 우선 순위를 두어 새로운 사용자 이름을 선택했다. 사용자들은 이전 사용자 이름이 다른 사용자에게 선점될 경우 발생할 수 있는 사칭 위험에 대해 비판했다.
2021년 6월, 디스코드는 사용자 프로필에 자신에 대한 섹션을 추가하고, 프로필 상단에 사용자 지정 색상 배너를 추가할 수 있는 기능을 추가했다. 디스코드 니트로 구독자는 단색 대신 정적이거나 애니메이션 이미지를 배너로 업로드할 수 있는 추가 기능이 있다.

### 영상 통화 및 스트리밍
영상 통화 및 화면 공유 기능은 2017년 10월에 추가되어, 사용자가 최대 10명과 비공개 영상 통화를 할 수 있게 되었다. 이후 COVID-19 팬데믹 기간 동안 영상 통화의 인기가 증가함에 따라 최대 50명으로 늘어났다.
2019년 8월, 서버 내 라이브 스트리밍 채널이 추가되면서 이 기능이 확장되었다. 사용자는 자신의 전체 화면이나 특정 애플리케이션을 공유할 수 있으며, 해당 채널의 다른 사용자들은 스트림을 시청할 수 있다. 이러한 기능들은 트위치와 같은 플랫폼의 라이브 스트리밍 기능을 어느 정도 모방하지만, 회사는 소규모 그룹을 위한 기능이므로 이러한 서비스들과 경쟁할 계획은 없다고 밝혔다.

### 디지털 배포
2018년 8월, 디스코드는 게임 상점 베타를 출시하여 사용자가 서비스를 통해 엄선된 게임을 구매할 수 있도록 했다. 여기에는 개발자가 출시를 위해 디스코드의 도움을 받았다고 증명하는 "디스코드 최초" 기능 게임 세트가 포함되어 있으며, 이 게임들은 디스코드 마켓플레이스에서 90일간 독점권을 갖는다. 디스코드 니트로 구독자는 구독의 일부로 돌아가며 제공되는 게임 세트에 접근할 수 있으며, 니트로 가격은 월 4.99달러에서 9.99달러로 인상된다. '니트로 클래식'이라는 더 저렴한 서비스도 출시되었는데, 이는 니트로와 동일한 혜택을 제공하지만 무료 게임은 포함되지 않는다.
에픽게임즈 스토어가 밸브의 스팀 상점과 달리 게임 수익의 12%만 가져가는 방식으로 출시되자, 디스코드는 2018년 12월 자체 수익 분배율을 10%로 줄이겠다고 발표했다.
개발자 지원을 강화하기 위해 2019년 3월부터 디스코드는 자체 서버를 운영하는 개발자 및 퍼블리셔가 자신의 서버 내 전용 상점 채널을 통해 게임을 제공할 수 있는 기능을 부여했으며, 디스코드는 결제 처리 및 배포를 관리한다. 이는 예를 들어, 개발 중인 게임의 알파 및 베타 빌드에 특정 사용자에게 접근 권한을 부여하는 앞서 해보기 대안으로 사용될 수 있다.
또한 2019년 3월, 디스코드는 디지털 상점을 제거하고 니트로 구독에 집중하며, 직접 판매는 개발자의 자체 서버를 통해 이루어지도록 결정했다. 2019년 9월, 디스코드는 제공되는 게임을 플레이하는 사람이 너무 적다는 이유로 2019년 10월에 무료 게임 서비스를 종료한다고 발표했다.

### 개발자 도구 및 봇
2016년 12월, 회사는 게임 개발자가 게임 내에서 디스코드와 직접 통합할 수 있도록 하는 GameBridge API를 출시했다.
2017년 12월, 디스코드는 게임을 서비스와 통합할 수 있는 "풍부한 존재감"(rich presence)이라는 소프트웨어 개발 키트(SDK)를 추가했다. 이 통합은 일반적으로 플레이어가 디스코드를 통해 서로의 게임에 참여하거나 플레이어의 게임 진행 상황에 대한 정보를 디스코드 프로필에 표시하는 데 사용된다.
봇은 작업을 자동화하기 위해 커뮤니티에서 만든 도구이다. 서버 소유자가 설치하면 중재를 돕거나, 미니 게임을 호스팅하거나, 기타 수많은 자동화된 작업을 수행할 수 있다. 2021년 기준 전체 서버의 약 30%에 해당하는 약 430,000개의 봇이 활성화되어 있다. 디스코드는 드롭다운 및 버튼과 같은 사용자 정의 요소를 허용하는 공식 봇 API를 제공한다. 2022년 봄, 디스코드는 서버 소유자가 디스코드 내에서 서버에 봇을 추가할 수 있는 공식 "앱 디렉토리"를 출시했다. 더 버지는 봇을 "디스코드의 중요한 부분"이라고 설명했다.
2025년 3월, 디스코드의 소셜 기능을 게임에 통합하고 디스코드 사용자와 비디스코드 사용자 간의 게임 내 통신을 지원하는 소셜 SDK가 출시되었다.

### 비공식 확장 기능
디스코드는 수정 사항을 허용하지 않지만, 많은 비공식 확장 기능이 만들어졌다. 예를 들어, BetterDiscord는 다양한 플러그인을 설치할 수 있는 오픈 소스 데스크톱 수정 프로그램이다. 이러한 플러그인은 기존 기능을 강화하거나 디스코드에서 제공하지 않는 기능을 추가한다. 예를 들어, 한 플러그인은 사용자에게 무료로 사용자 지정 테마를 적용할 수 있도록 하며, 다른 플러그인은 음성 통화 참가자의 볼륨을 기본값 이상으로 높일 수 있도록 한다. BetterDiscord는 일반적으로 호평을 받았지만, PC 게이머는 충돌과 버그가 발생하기 쉽다고 말했다. BetterDiscord 개발자에 따르면, 이 수정 프로그램을 사용하는 사용자는 디스코드의 서비스 약관을 위반하는 추가 수정 프로그램을 사용하지 않는 한 디스코드의 제재 위험이 없다.

## 인프라
디스코드는 결과적 일관성 데이터베이스 아키텍처를 기반으로 하는 영구 그룹 채팅 소프트웨어이다. 디스코드는 원래 몽고DB를 기반으로 구축되었다. 플랫폼이 10억 개의 메시지에 도달했을 때 인프라는 아파치 카산드라로 마이그레이션되었고, 나중에는 1조 개의 메시지에 도달했을 때 ScyllaDB로 마이그레이션되었다.

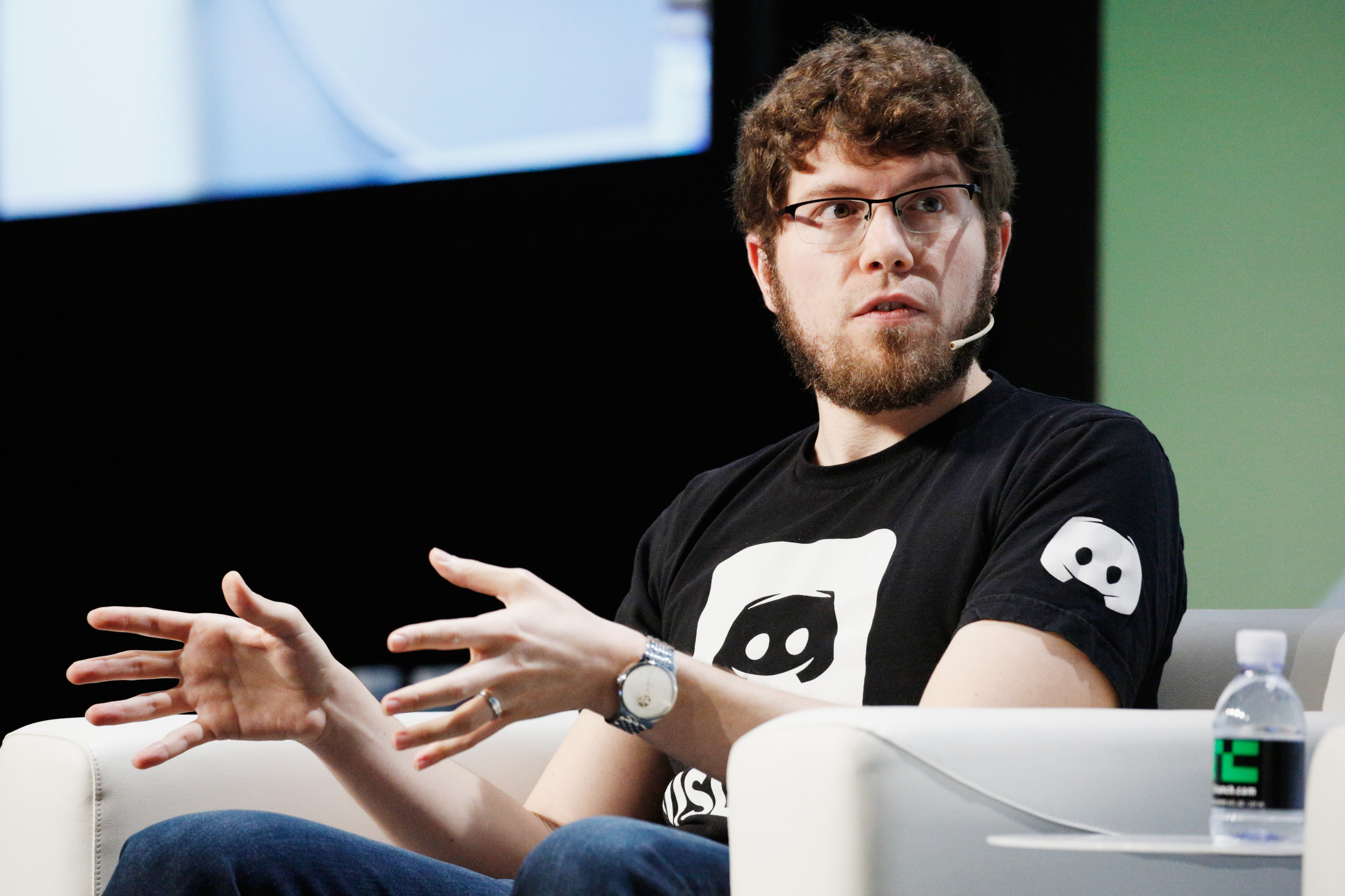
제이슨 시트런, 디스코드 공동 창업자이자 전 CEO, 2018년 테크크런치 디스럽트

데스크톱, 웹, iOS 앱은 리액트를 사용하고, iOS/iPadOS에서는 리액트 네이티브를 사용한다. 안드로이드 앱은 원래 네이티브로 작성되었지만, 이제 iOS 앱과 코드를 공유한다. 데스크톱 클라이언트는 웹 기술을 사용하는 일렉트론 소프트웨어 프레임워크 위에 구축되어 다중 플랫폼으로 작동하며 개인용 컴퓨터에 설치된 애플리케이션으로 작동할 수 있다.
이 소프트웨어는 구글 클라우드 플랫폼 인프라의 지원을 받으며, 13개 지역에 위치한 30개 이상의 데이터 센터에 걸쳐 지연 시간을 클라이언트에게 낮게 유지한다.
2020년 7월, 디스코드는 Krisp 오디오 필터링 기술을 사용하여 모바일 앱에 노이즈 억제 기능을 추가했다.
디스코드의 백엔드는 주로 Elixir 및 파이썬, 뿐만 아니라 러스트, Go, 그리고 C++로 작성되었다.

## 수익 모델
소프트웨어 자체는 무료지만, 개발자들은 이모지나 스티커 등 유료 맞춤형 옵션을 포함한 수익화 방안을 모색했다.
2017년 1월, 첫 유료 구독 및 기능이 "디스코드 니트로 클래식"(원래 "디스코드 니트로"로 출시)으로 출시되었다. 월 4.99달러의 구독료를 내면, 사용자는 애니메이션 아바타를 얻고, 모든 서버에서 사용자 지정 및 애니메이션 이모지를 사용할 수 있으며(니트로 비사용자는 추가된 서버에서만 사용자 지정 이모지를 사용할 수 있음), 파일 업로드 시 최대 파일 크기가 증가하고(8 MB에서 50 MB로), 더 높은 해상도로 화면 공유가 가능하며, 자신만의 판별자를 선택할 수 있고(#0001에서 #9999까지) 고유한 프로필 배지를 얻을 수 있다.
2018년 10월, "디스코드 니트로"는 "디스코드 니트로 클래식"으로 이름이 바뀌었고, 새로운 "디스코드 니트로"가 출시되었는데, 가격은 9.99달러였고 디스코드 게임 상점을 통해 무료 게임에 접속할 수 있는 권한이 포함되었다. 디스코드 게임 상점 출시 당시 디스코드 니트로 클래식 월간 구독자들에게는 2020년 1월 1일까지 유효한 디스코드 니트로가 제공되었고, 연간 구독자들에게는 2021년 1월 1일까지 유효한 디스코드 니트로가 제공되었다.
2019년 10월, 디스코드는 니트로의 무료 게임 서비스를 종료했다.
2019년 6월, 디스코드는 서버 부스트(Server Boosts)를 도입했다. 이는 특정 서버를 위해 "부스트"를 구매하여 혜택을 제공하는 방법으로, 충분한 부스트가 쌓이면 해당 서버의 사용자들에게 다양한 혜택이 제공된다. 각 부스트는 월 4.99달러의 구독료이다. 예를 들어, 서버가 2개의 부스트를 유지하면 음성 채널의 오디오 품질 향상과 애니메이션 서버 아이콘 사용 등과 같은 혜택이 잠금 해제된다. 디스코드 니트로 또는 디스코드 니트로 클래식 사용자는 서버 부스트 비용에 30% 할인을 받으며, 니트로 구독자는 특별히 2개의 무료 서버 부스트도 얻는다.
2020년 10월, 디스코드는 캐나다 사용자들을 대상으로 디지털 스티커를 플랫폼에서 테스트하기 시작했다. 대부분의 스티커는 1.50달러에서 2.25달러 사이였으며, 디스코드의 수익화 전략의 일환이었다. 디스코드 니트로 구독자들은 디스코드의 마스코트인 웜푸스(Wumpus)에 초점을 맞춘 무료 "What's Up Wumpus" 스티커 팩을 받았다. 2023년 5월, 디스코드는 대부분의 스티커를 모든 사용자에게 무료로 제공했다. 스티커 구매 기능은 중단되었고, 구매했던 사용자들은 환불받았다.
2022년 10월, "디스코드 니트로 클래식" 구독 등급은 2.99달러의 "디스코드 니트로 베이직"으로 대체되었으며, 이는 9.99달러의 "니트로" 등급의 일부 기능을 포함한다.
디스코드는 2023년 10월에 아바타 장식(Avatar Decorations)과 프로필 테마(Profile Themes)를 추가했다. 사용자들은 디스코드 샵에서 자신의 프로필을 위한 애니메이션 장식을 구매할 수 있다.
디스코드가 수익을 창출하는 또 다른 방법은 게임 개발자의 인증된 서버를 통해 판매되는 모든 게임에서 10%의 유통 수수료를 받는 것이다.

## 반응
2016년 1월까지 Hammer & Chisel은 디스코드가 3백만 명에게 사용되었다고 보고했으며, 월 1백만 명씩 성장하여 그해 7월에는 1,100만 명의 사용자에 도달했다. 2016년 12월까지 회사는 전 세계적으로 2,500만 명의 사용자를 보유하고 있다고 보고했다. 2017년 말까지 이 서비스는 거의 9천만 명의 사용자를 유치했으며, 매주 약 150만 명의 새로운 사용자가 유입되었다. 서비스 출시 3주년을 맞아 디스코드는 1억 3천만 명의 고유 등록 사용자를 보유하고 있다고 밝혔다. 회사는 대부분의 서버가 게임 관련 목적으로 사용되지만, 주식 거래, 판타지 스포츠, 기타 공통 관심사 그룹과 같은 비게임 활동을 위해 사용자들이 소수의 서버를 생성하고 있음을 확인했다.
2016년 5월, 소프트웨어 출시 1년 후, PC 게이머의 톰 마크스(Tom Marks)는 디스코드를 사용 가능한 최고의 VoIP 서비스로 평가했다. 라이프해커는 디스코드의 인터페이스, 사용 편의성 및 플랫폼 호환성을 칭찬했다.
2021년, 디스코드는 웹 및 모바일 플랫폼에 걸쳐 최소 3억 5천만 명의 등록 사용자를 보유하고 있었다. 매월 5,600만 명의 사람들이 사용하며, 매월 총 250억 개의 메시지를 보냈다. 2020년 6월까지 회사는 매월 1억 명의 활성 사용자를 보유하고 있다고 보고했다. 2024년 기준 이 서비스는 월간 활성 사용자가 2억 2천 7백만 명 이상이다.

## 비판 및 논란

### 사이버 폭력 및 중재
디스코드는 채팅 내에서 적대적인 행동과 학대 문제에 직면했으며, 일부 채팅 서버 커뮤니티는 다른 커뮤니티에 의해 "습격"(대량의 사용자가 서버에 가입)당하기도 했다. 여기에는 인종, 종교, 정치, 포르노와 관련된 논란의 여지가 있는 주제로 채팅을 도배하는 행위가 포함된다. 2017년, 디스코드는 "이 문제를 플랫폼에서 제거"할 변경 사항을 구현할 계획이라고 밝혔다.
디스코드에는 사용자 보고에 응답하는 신뢰 및 안전 부서가 있다. 그러나 디스코드가 비공개 커뮤니티를 중심으로 하기 때문에 그 효과를 연구하기 어렵다. New Media & Society에 게재된 연구는 디스코드가 서버 검색 기능을 중재되지 않은 서드파티 앱에 오프로드하는 것을 비판하며, 이는 혐오 커뮤니티가 새로운 대상을 찾는 데 도움이 된다고 지적했다.
2018년 1월, 더 데일리 비스트는 리벤지 포르노를 배포하고 이러한 이미지와 비디오의 피해자들을 현실 세계에서 괴롭히는 데 특별히 관여하는 몇몇 디스코드 서버를 발견했다고 보도했다. 이러한 행위는 디스코드의 서비스 약관에 위배되며, 디스코드는 이들 서버에서 식별된 서버를 폐쇄하고 사용자들을 차단했다.

### 데이터 프라이버시
2024년 9월, 연방거래위원회는 1914년 연방거래위원회법 제6조 (b)항에 따라 기관이 내린 명령(디스코드를 포함한)에 대한 9개 기업의 답변을 요약한 보고서를 발표하여 사용자 및 비사용자 데이터 수집(어린이 및 청소년 포함) 및 기업의 데이터 사용에 대한 정보를 제공했다. 이 보고서는 기업의 사용자 및 비사용자 데이터 관행이 개인을 신원 도용, 스토킹, 불법 차별, 정서적 고통 및 정신 건강 문제, 사회적 낙인, 명예 훼손에 취약하게 만든다는 것을 발견했다.

### 극단주의 사용자 및 그룹에 의한 사용
디스코드는 익명성과 개인 정보 보호 기능으로 인해 대안우파 사이에서 인기를 얻었다. 남부빈곤법률센터의 분석가 키건 행크스(Keegan Hankes)는 다음과 같이 말했다.
디스코드에 참여하지 않고는 이 [대안우파] 운동의 리더가 되는 것은 거의 불가능하다. 
 시트런은 불법 활동이나 서비스 약관 위반에 연루된 서버는 폐쇄될 것이라고 밝혔지만, 구체적인 사례는 공개하지 않았다.
2017년 8월 12일 샬러츠빌에서 발생한 유나이트 더 라이트 랠리 중 폭력 사태 이후, 디스코드가 백인 민족주의 집회를 계획하고 조직하는 데 사용되었음이 밝혀졌다. 여기에는 운동의 고위 인사들인 리처드 스펜서와 앤드루 앵글린의 참여도 포함되었다. 디스코드는 대안우파와 극우를 지지하는 서버를 폐쇄하고 참여한 사용자들을 차단하는 것으로 대응했다. 디스코드 경영진은 "백인 우월주의"와 "신나치주의"를 비난하며, 이러한 그룹들은 "디스코드에 환영받지 못한다"고 말했다. 디스코드는 남부빈곤법률센터와 협력하여 디스코드를 사용하는 혐오 그룹을 식별하고 해당 그룹을 서비스에서 차단했다. 이후 여러 신나치 및 대안우파 서버가 디스코드에 의해 폐쇄되었으며, 여기에는 신나치 테러 집단 Atomwaffen Division, 노르드 저항운동, Iron March, 그리고 유럽 도마스(European Domas)가 운영하는 서버도 포함되었다.
2019년 3월, 미디어 집단 유니콘 라이엇(Unicorn Riot)은 백인 민족주의 단체 Identity Evropa의 일부 미군 구성원들이 사용했던 디스코드 서버의 내용을 공개했다. 유니콘 라이엇은 이후 대안우파, 백인 우월주의 및 기타 유사 운동과 관련된 수십 개의 서버의 회원 목록과 내용을 공개했다.
2021년 1월, 미국 국회의사당 습격 이틀 후, 디스코드는 친-도널드 트럼프 서버 "더 도널드"(The Donald)를 "미국 내 무장 반란을 선동하고 2020년 미국 대선 사기와 관련된 유해한 허위 정보를 퍼뜨리는 데 사용된 온라인 포럼과의 노골적인 연관성" 때문에 삭제했으며, 이 서버가 국회의사당 공격을 조직하는 데 사용되었다는 증거는 없다고 밝혔다. 이 서버는 r/The Donald 서브레딧의 이전 회원들이 사용했는데, 이 서브레딧은 몇 달 전 레딧에 의해 삭제되었다.
2022년 1월, 영국 반역정보 단체 Logically는 독일 웹사이트 디스클로스(Disclose.tv)의 디스코드 및 텔레그램 그룹에서 홀로코스트 부정, 신나치주의 및 기타 형태의 증오언설이 확산되고 있다고 보고했다.
2022년 5월, 페이턴 S. 젠드론(Payton S. Gendron)은 뉴욕 버펄로에서 10명을 살해한 인종주의적 대량 총격 사건의 용의자로 지목되었다. 젠드론이 공격을 준비하면서 몇 주 동안 개인 디스코드 서버를 일기장처럼 사용했다고 보도되었다. 총격 약 30분 전, 젠드론은 몇몇 사용자들을 초대하여 서버를 보고 메시지를 읽도록 했다. 메시지는 나중에 4chan에 게시되었다. 디스코드는 언론에 총격 직후 서버가 운영자에 의해 삭제되었다고 밝혔다. 뉴욕주 검찰청은 총격 사건 이후 디스코드를 포함한 온라인 서비스들이 그러한 콘텐츠가 서비스에 방송되는 것을 막기 위해 충분한 조치를 취했는지 여부를 판단하기 위한 조사를 발표했으며, 디스코드는 이에 협력할 것이라고 밝혔다.

### 아동 그루밍 및 안전
CNN은 디스코드 플랫폼에서 아동 및 청소년에 대한 성적 착취 문제가 발생했다고 보도했다.
2018년 7월, 디스코드는 서비스 약관을 업데이트하여 미성년자를 대상으로 한 만화 포르노를 금지했다. 일부 디스코드 사용자는 그 후 운영진이 "cub" 콘텐츠, 즉 미성년자 포르노 퍼리 삽화를 동일한 가이드라인 하에 선별적으로 허용한다고 비판했다. 운영진은 "cub porn"이 로리콘과 쇼타콘과는 별개이며, "적절하게 태그가 지정되어 있으면 허용 가능하다"고 주장했다. 커뮤니티의 수많은 불만 제기 후, 디스코드는 2019년 2월에 커뮤니티 가이드라인을 수정하여 "미성년자로 보이는 비인간형 동물 및 신화 속 생물"을 금지된 카테고리 목록에 포함시켰으며, 사용자들과 더 잘 소통하기 위해 주기적인 투명성 보고서를 발표할 것이라고 밝혔다.
2023년 6월, NBC 뉴스는 디스코드 플랫폼에서 "납치, 그루밍, 또는 성적 폭행" 혐의로 성인들이 기소된 35건의 사례를 확인했다고 보도했다. 또한 플랫폼에서 아동 성착취물을 공유한 혐의로 기소된 165건의 사례를 발견했다.
2024년 3월, 워싱턴 포스트, 와이어드, 슈피겔, 레코더(Recorder)의 공동 조사는 디스코드에서 764로 알려진 그룹이 행한 광범위한 아동 그루밍, 성적 학대(섹스토션 포함) 및 살인 사건을 상세히 설명했다. 이 조사는 764와 그 관련 그룹 및 서버를 독일, 미국, 루마니아에서 2021년 4월부터 발생한 사건들과 연결시켰다. 디스코드 관계자는 이 서비스가 해당 그룹과 관련된 34,000개 이상의 계정을 제거하는 것 외에도 수백 건의 신고를 접수했다고 밝혔다.

### 제재
2021년 1월 27일, 디스코드는 게임스탑 쇼트 스퀴즈 도중 r/WallStreetBets 서버를 "혐오스럽고 차별적인 콘텐츠"를 이유로 폐쇄했는데, 사용자들은 이를 논란의 여지가 있다고 여겼다. 하루 뒤, 디스코드는 다른 서버 생성을 허용하고 해당 서버의 중재를 돕기 시작했다.

### 검열
2024년 9월, 러시아 언론 콤메르산트에 따르면 러시아 규제 기관 로스콤나조르가 플랫폼을 차단할 계획이었다. 러시아 규제 기관 로스콤나조르는 플랫폼에 불법 콘텐츠가 포함된 게시물 947개를 삭제하라고 명령하고 350만 루블(미화 37,493달러)의 벌금을 부과했다. 2024년 10월 8일, 러시아는 디스코드를 공식적으로 차단했다.
앙카라 제1평화형사법원의 결정에 따라 러시아의 차단 몇 시간 후, 튀르키예는 아동 학대 및 음란물 관련 우려로 디스코드를 차단했다. 이 결정은 2024년 10월 4일 이스탄불에서 19세 디스코드 사용자가 자신의 행동에 대한 디스코드 사용자들의 지지를 얻은 후 자살한 두 여성 살해 사건 이후 내려졌다.
디스코드는 중국의 만리방화벽에 의해 차단된다. 중국 공안은 플랫폼에서 민감한 댓글을 작성하는 사람들을 찾아 심문한다.

## 같이 보기
- 음성 인터넷 프로토콜 소프트웨어 비교
- 크로스 플랫폼 인스턴트 메신저 클라이언트 비교
- 자유 소프트웨어 목록

## 추가 문헌
- Grayson, Nathan (2019년 8월 14일). “Discord Explains How It Handles Harassment, Doxxing, and Threatening Behaviour”. 《Kotaku UK》 (영어). 2021년 2월 19일에 확인함.
- Morris, Tee (May 19, 2020). Discord For Dummies. Wiley. ISBN 1119688035.